# 英國皇家非洲學會
英國皇家非洲學會（ 英語：Royal African Society，RAS）是設於英國倫敦的非營利會員制組織。於1901年成立，前身為非洲學會（ 英語：African Society），其成立旨在促進英國與非洲各國之間的關係。該學會於1935年獲得皇家特许状，並改為現名。
英國皇家非洲學會除了出版學術期刊《非洲事務》（前身為African Society）外，亦有涉及商業、政治、藝術與教育等領域的各項計畫。2012年，該學會與大英图书馆合作發起「Africa Writes」文學節，現已成為英國最重要的非洲與非洲散居文學節。

## 歷史
非洲學會的成立源於英國作家暨探險家瑪麗·金斯利於19世紀90年代數次探險非洲，她對歐洲學界對非洲的研究產生了深遠影響。1893年，她曾前往安哥拉的羅安達，與當地原住民族群同住並學習其習俗。1895年她再度造訪非洲，研究食人族，並在奥果韦河採集未知魚類標本，成為首位登上喀麦隆山的歐洲人。他返英後的言論引發極大爭議，尤對英国国教而言。她批評傳教士行為，並支持許多非洲傳統文化，包括當時極具爭議的多配偶制。她曾寫道：「黑人並不是未開發的白人，就如兔子不是未開發的野兔一樣。」
金斯利於1900年6月在南非因傷寒去世。非洲學會隨後成立，作為紀念並延續她事業的組織。1935年獲得皇家特許後，學會正式更名為皇家非洲學會。

## 學術
英國皇家非洲學會自1902年起持續發行期刊，從《非洲學會期刊》（African Society）更名為現今的《非洲事務》，是一本政治、經濟與社會科學領域的同儕審查學術期刊。
學會同時管理英國非洲研究學會，並主辦每兩年一屆的非洲研究學術會議，該學會也是跨黨派非洲國會小組的秘書處。
2002年，RAS 任命理查·道登為首任執行董事，其任內開啟學會舉辦了許多活動。執行董事於2017年由尼可拉斯·韋斯考特接任。

## 活動
除了出版期刊與支持英國國會的非洲跨黨派小組外，該學會還定期舉辦有關當代非洲議題的座談會，包括「非洲值得關注的經濟體」系列（Economies to Watch）及若干大型國際會議。2009年，學會與國際非洲研究所合作創辦了《African Arguments》書籍系列，由Zed Books出版。至於其新聞網站《African Arguments》（非洲辯論）是以非洲記者與作家為主的新聞與分析平台，探討非洲的政治、經濟與文化主題。

## 文化
2008年，皇家非洲學會與「Africa at the Pictures」共同舉辦倫敦非洲電影節，最終發展成為年度影展「Film Africa」。

### 文學
2012年，學會與大英图书馆合作創辦年度文學節「Africa Writes」。該節慶聚焦非洲本土與散居作家的新書發表、朗讀、作家對談、座談會、家庭工作坊與其他文學活動。該文學節規模日漸擴大，現已改為隔年舉辦，自2022年起更拓展至里茲、斯溫頓與伯明罕等地舉辦衛星活動。
2019年7月，Africa Writes 宣布設立終身成就獎，首位得主為英國出版人瑪格麗特·巴斯比。

## 外部連結
- 官方网站
- Film Africa
- African Arguments
- Africa Writes.